# یواس‌اس کرلو (۱۸۶۲)
یواس‌اس کرلو (۱۸۶۲) (به انگلیسی: USS Curlew (1862)) یک کشتی بود که طول آن ۱۵۹ فوت (۴۸ متر) بود. این کشتی در سال ۱۸۶۲ ساخته شد.